# Сакраменто (муниципалитет)
Сакраменто (исп. Sacramento) — муниципалитет в Мексике, штат Коауила, с административным центром в одноимённом городе. Численность населения, по данным переписи 2020 года, составила 2471 человек.

## Общие сведения
Название Sacramento с испанского языка можно перевести как: таинство, месса. Считается, что это название было дано в знак проведённой мессы арестованным мексиканским священником Мигелем Идальго, который положил начало войне за независимость.
Площадь муниципалитета равна 289 км², что составляет 0,19 % от общей площади штата, а наивысшая точка — 627 метров, расположена в поселении Роке-Фигероа.
Он граничит с другими муниципалитетами штата Коауила: на севере с Ламадридом и Нададоресом, на востоке с Фронтерой, на юге с Кастаньосом, и на западе с Куатро-Сьенегасом.

## Учреждение и состав
Муниципалитет был образован в 1862 году, в его состав входит 14 населённых пунктов, самые крупные из которых:
| Код INEGI                  | Населённый пункт                                                                       | Численность населения (2005 год) | Численность населения (2010 год) | Численность населения (2020 год) |
| -------------------------- | -------------------------------------------------------------------------------------- | -------------------------------- | -------------------------------- | -------------------------------- |
| 029                        | Всего                                                                                  | 2063                             | 2314                             | 2471                             |
| 0001                       | Сакраменто (исп. Sacramento) 27°00′16″ с. ш. 101°43′30″ з. д. (административный центр) | 2048                             | 2297                             | 2437                             |
| 0002                       | Эль-Чамисаль (исп. El Chamizal) 27°01′58″ с. ш. 101°43′17″ з. д.                       | 6                                | —                                | 7                                |
| 0032                       | Сан-Фелипе (исп. San Felipe) 26°59′40″ с. ш. 101°44′12″ з. д.                          | —                                | 7                                | 1                                |
| —                          | Прочие                                                                                 | 9                                | 10                               | 26                               |
| Названия на карте Генштаба |                                                                                        |                                  |                                  |                                  |

## Экономика
По статистическим данным 2000 года, работоспособное население занято по секторам экономики в следующих пропорциях:
- сельское хозяйство и скотоводство — 26,3 %;
- производство и строительство — 37,9 %;
- торговля, сферы услуг и туризма — 31,9 %;
- безработные — 3,9 %.

## Инфраструктура
По статистическим данным 2010 года, инфраструктура развита следующим образом:
- электрификация: 98,1 %;
- водоснабжение: 98,9 %;
- водоотведение: 79,8 %.

## Фотографии

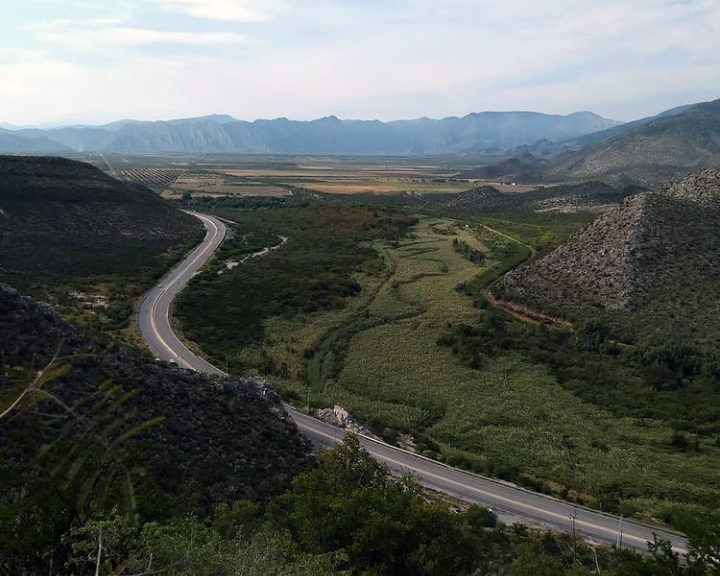
Вид на муниципалитет
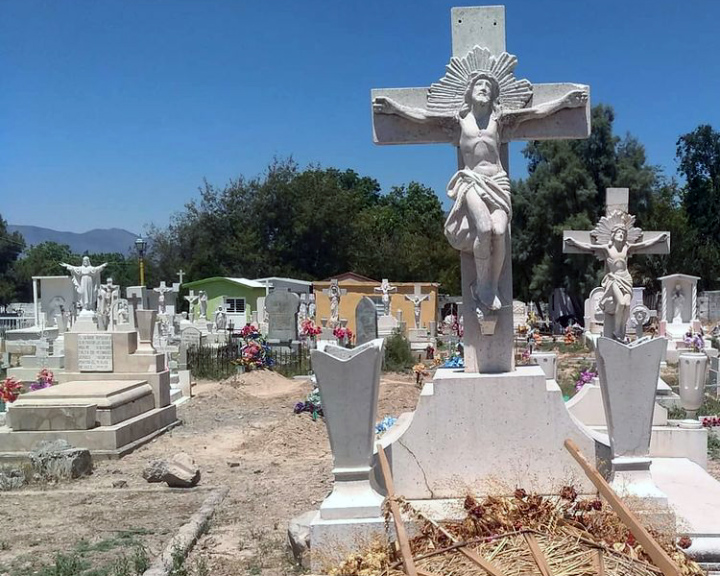
Кладбище в Сакраменто